# Eugène Berger

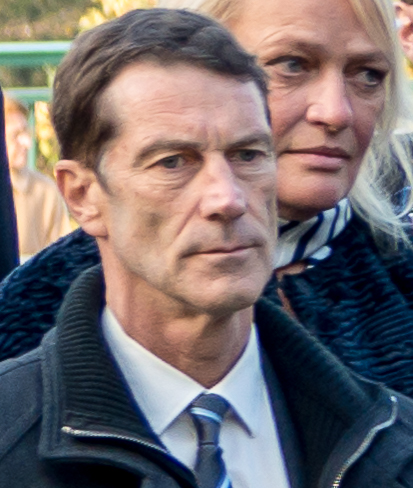
Eugène Berger (2016)

Eugène Berger (* 4. Dezember 1960 in Bettemburg; † 21. Januar 2020) war ein luxemburgischer Politiker (Demokratesch Partei) und Bergsteiger.

## Biografie
Berger besuchte die Grundschule in Howald und machte sein Abitur am Lycée de garçons in Luxemburg-Stadt. Zwischen 1983 und 1985 arbeitete er für die Administration de l’enregistrement et des domaines. 1985 nahm er ein Lehramtsstudium am Institut supérieur d’études et de recherches pédagogiques (ISERP) auf und wurde anschließend Grundschullehrer in Krauthem und Berchem, in der Gemeinde Roeser. Den Lehrerberuf übte er bis 1994 aus.

### Bergsteigen
Eugène Berger war seit seinem 12. Lebensjahr aktiver Bergsteiger. Am 1. Oktober 1992 erklomm er als erster Luxemburger den Gipfel des Mount Everest, woraufhin er vom Luxemburger Sportpresseverband zum „Sportler des Jahres“ gekürt wurde. Mit „Ganz oben“ erschien im Revue-Verlag ein Erfahrungsbericht Bergers.
Berger war jahrelang Präsident der Fédération luxembourgeoise d’escalade et d’alpinisme (FLERA).

### Politik
Bergers Popularität durch seine Besteigung des Mount Everest trug maßgeblich dazu bei, dass er 1994 als Kandidat der DP in die luxemburgische Abgeordnetenkammer gewählt wurde. 1999 wurde er erneut in die Abgeordnetenkammer gewählt und zum Staatssekretär für Umwelt in der Regierung Juncker-Polfer ernannt. Bei den Kammerwahlen 2004 verpasste er den Einzug ins Parlament, rückte aber 2007 wieder ins Parlament nach, nachdem sein Parteikollege Henri Grethen zum Europäischen Rechnungshof wechselte. 2009 und 2013 schaffte er wieder auf Anhieb den Sprung ins Parlament, wohingegen er bei den Kammerwahlen erst durch die Ernennung von Pierre Gramegna zum Finanzminister ins Parlament nachrückte. Seit 2013 war er Fraktionschef der DP-Fraktion in der Abgeordnetenkammer. Zudem war er seit 2011 Gemeinderatsmitglied in Roeser.

### Privat
Berger war verheiratet und Vater eines Sohnes und einer Tochter. Er wohnte in Peppingen. Am 17. Januar 2020 wurde Berger nach einem Suizidversuch ins Krankenhaus eingeliefert. Er starb am 21. Januar 2020.

## Auszeichnungen
- Officier de l’Ordre de la couronne de chêne (1999)[7]
- Commandeur de l’Ordre de Mérite du Grand-Duché de Luxembourg (2000)[8]